# Brama Notre Dame
Brama Notre Dame (ang. Notre Dame Gate), znana również jako Brama Matki Bożej Łaskawej (ang. Notre Dame de la Grace Gate, wł. Porta della Maria Vergine delle Grazie), Cottonera Gate, Żabbar Gate (malt. Il-Mina ta' Ħaż-Żabbar) lub Bieb is-Sultan (pol. Brama Króla, ang. King's Gate) – główna brama Cottonera Lines, znajdująca się w Birgu na Malcie. Brama została zbudowana w roku 1675 w stylu barokowym; aktualnie mieści się w niej główna siedziba organizacji Fondazzjoni Wirt Artna.

## Historia
Budowę Cottonera Lines rozpoczęto w sierpniu 1670 roku, kiedy, po upadku Kandii, zachodziły obawy ataku wojsk osmańskich. Notre Dame Gate została zbudowana w roku 1675, jako główna brama linii; jej projekt przypisywany jest Romano Carapecchii lub Mederico Blondelowi. Brama znajduje się w kurtynie Notre Dame, pomiędzy bastionami Notre Dame i St. James, skierowana jest w kierunku miasta Żabbar. Umiejscowiona jest w najwyższym punkcie terenu Cottonera, jej dach był używany do przesyłania sygnałów pomiędzy Vallettą a systemem obrony wybrzeża na wschodniej części Malty. Brama oryginalnie chroniona była przez rów obronny i kleszcze.

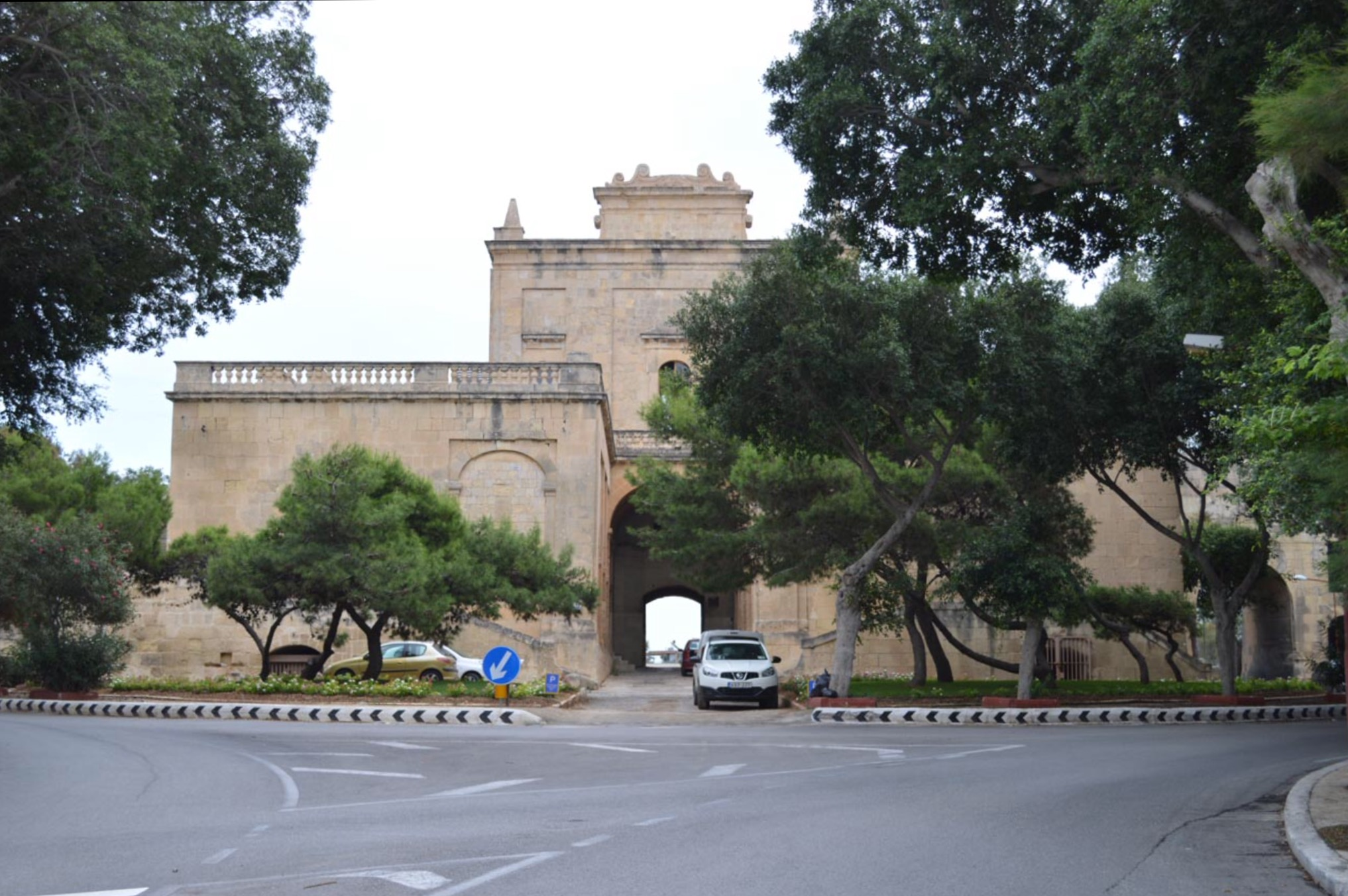
Widok bramy od strony miasta

Brama była używana przez lata rządów rycerzy Szpitalników, Francuzów oraz Brytyjczyków. Brama czasowo służyła jako dodatek do Cottonera Military Hospital (dziś St. Edward's College) po jego wybudowaniu w roku 1870. Podczas II wojny światowej wielu rannych żołnierzy było zakwaterowanych w pomieszczeniach bramy.
Rów obronny bramy został zasypany, a most zwodzony usunięty po roku 1930, kleszcze zostały zburzone. Podczas II wojny światowej brama ucierpiała od bombardowań lotniczych, jeden z przylegających bloków koszarowych został bezpośrednio trafiony bombą.
Na początku XXI wieku brama Notre Dame została przekazana zarządowi powierniczemu maltańskiego dziedzictwa narodowego (Malta Heritage Trust) „Fondazzjoni Wirt Artna”, który w roku 2005 przeniósł swoją główną siedzibę do pomieszczeń w górnej części bramy. Od tego czasu fundacja przeprowadziła kilka prac renowacyjnych różnych części bramy, która jest dziś otwarta dla publiczności jeden dzień w tygodniu.
Budowla wpisana została, razem z resztą Cottonera Lines, na «Antiquities List of 1925». Dziś jest wpisana na listę zabytków narodowych 1. klasy, jest również ujęta w wykazie National Inventory of the Cultural Property of the Maltese Islands.

## Architektura
Brama Notre Dame zbudowana została w stylu barokowym. Ma pięć poziomów i podziemne pomieszczenia, dwa bloki koszarowe, nadbudówkę składającą się z dwupoziomowej strażnicy, werandę oraz szczyt sygnalizacyjny. Monumentalna fasada ozdobiona jest korynckimi pilastrami, znajduje się na niej również panel z przedstawionym różnym rodzajem uzbrojenia, otaczającym brązowe popiersie Wielkiego Mistrza Nicolasa Cotonera, oraz marmurowa tablica z łacińską inskrypcją.
Popiersie odlane zostało przez Pietro Sancheza z Mesyny w latach 1670., i jest uznawane za jedne z najważniejszych na Malcie dzieł sztuki z brązu. Podczas francuskiej okupacji Malty popiersie zostało zabrane przez Francuzów jako łup wojenny, ale zostało zwrócone Malcie przez Brytyjczyków. W latach 60. XX wieku było kilka nieudanych prób kradzieży popiersia; w latach 2004–2008 popiersie zostało odrestaurowane.